# Узунларово
Узунла́рово (рос. Узунларово, башк. Оҙондар) — село у складі Архангельського району Башкортостану, Росія. Адміністративний центр Узуларовської сільської ради.
Населення — 415 осіб (2010; 525 в 2002).
Національний склад:
- башкири — 99 %